# Dario Nardella
Pour les articles homonymes, voir Nardella.
Dario Nardella, né le 20 novembre 1975 à Torre del Greco, est un homme politique italien, membre du Parti démocrate.

## Biographie

### Formation
Dario Nardella étudie le violon au conservatoire Luigi Cherubini de Florence, dont il est diplômé en 2001. Il est également diplômé de l'université de Florence en droit public et en droit de l'environnement.

### Carrière politique
En 2004, il est élu membre du conseil communal de Florence pour les Démocrates de gauche (DS) et réélu en 2009, date à laquelle il devient adjoint au maire Matteo Renzi. De 2006 à 2008, il est en outre conseiller juridique au cabinet de Vannino Chiti, ministre des Relations avec le Parlement et des Réformes institutionnelles.
En février 2013, il est élu député de la XVIIe législature du Parlement italien pour le Parti démocrate. Il occupe son siège du 15 mars 2013 au 7 mai 2014.
Après la nomination de Matteo Renzi au poste de président du Conseil, il lui succède comme maire de Florence par intérim le 24 mars 2014. Il est ensuite élu maire le 25 mai suivant. Il est également maire de la ville métropolitaine de Florence depuis la création de celle-ci le 1er janvier 2015.
Le 26 mai 2019, il est réélu en obtenant 57,05 % des voix.

### Projets
Alors que l'Italie se tourne progressivement vers le tourisme durable, afin d'assurer l'avenir d'un secteur qui représente 13,2 % du PIB du pays, en mars 2021, les maires de Venise et Florence, Luigi Brugnaro et Dario Nardella, inquiets des « dommages causés par le tourisme de masse », ont présenté un projet de relance du tourisme dans leurs villes respectives, afin de faire émerger « un nouveau modèle de tourisme qui serait lié également à la valorisation, à la promotion et à la protection des villes d'art ». Ce projet de long terme de tourisme durable nécessite selon eux « plus de pouvoir afin de mieux réglementer l’industrie touristique ». Ils ont réclamé du gouvernement italien une augmentation du nombre d’agents de police, des fonds pour les transports publicset une nouvelle réglementation pour les guides touristiques, mais aussi pour les locations de logement à court terme.

### Élections européennes
Il se présente aux élections européennes de juin 2024 sous l'étiquette du Parti démocrate. Il figure en deuxième position, dans la même circonscription que sa tête de liste, Elly Schlein. Il est élu député européen le 9 juin 2024.